# 악티노로딘
악티노로딘(영어: actinorhodin)은 스트렙토미세스 알비도플라부스(Streptomyces albidoflavus)에 의해 생성되는 벤조아이소크로마네퀴논 이량체 폴리케타이드 항생제이다. 악티노로딘의 생산을 담당하는 유전자 클러스터에는 생합성 효소와 항생제 유출을 담당하는 유전자가 포함되어 있다. 항생제는 또한 pH에 따른 색 변화로 인해 pH 지시약이 되는 효과도 있다.

## 같이 보기
- 항생제